# Чудовищен плаж
„Чудовищен плаж“ (на английски: Monster Beach) е австралийски анимационен сериал, създаден от Брус Кейн, Морис Аргиро и Патрик Кроули, в който първоначално е излъчен премиерно като 70-минутен телевизионен специален филм по Cartoon Network на 31 октомври 2014 г. и по-късно е упълномощен като сериал през 2020 г. Оригинално е продуциран от компаниите Bogan Entertainment Solutions (по-късно Studio Moshi) и Fragrant Gumtree Entertainment (във връзка със Cartoon Network Asia Pacific).
През 2017 г. сериалът е поръчан от Cartoon Network като телевизионен сериал от 52 епизода по 11 минути.
Сериалът се излъчва по Cartoon Network в Австралия на 11 април 2020 г. Анимиран е от Studio Moshi в Австралия и Inspidea в Малайзия.

## В България
В България сериалът е излъчен на 9 август 2021 г. по Cartoon Network.
| Роля        | Изпълнител        |
| ----------- | ----------------- |
| Жан         | Татяна Етимова    |
| Дийн        | Никол Султанова   |
| Мът         | Любомир Желев     |
| Доктор Кнът | Георги Стоянов    |
| Мад Мадж    | Михаела Тюлева    |
| Брейнфрийз  | Марио Иванов      |
| Уиджет      | Лина Шишкова      |
| Лост Патрол | Константин Лунгов |

| Обработка           | студио „Про Филмс“ |
| ------------------- | ------------------ |
| Режисьор на дублажа | Виктор Иванов      |
| Преводач            | Найден Маргов      |